# Манино (Вологодская область)
Манино — деревня в Вологодском районе Вологодской области.
Входит в состав Кубенского сельского поселения, с точки зрения административно-территориального деления — в Кубенский сельсовет.
Расстояние по автодороге до районного центра Вологды — 34 км, до центра муниципального образования Кубенского — 4 км. Ближайшие населённые пункты — Тимофеево, Щипино, Ирхино, Подолино, Песочное, Крюково, Кулешево, Хвастово, Матвеевское, Лахмино.
По переписи 2002 года население — 2 человека.